# Рубенссон, Элин
Элин Ингрид Юханна Рубенссон (швед. Elin Ingrid Johanna Rubensson; род. 11 мая 1993, Истад, Мальмёхус) — шведская футболистка, полузащитница сборной Швеции.

## Клубная карьера
В прошлом представляла клуб «Розенгорд», также известный как «Мальмё». Выступала за сборную Швеции до 19 лет, в октябре 2012 года дебютировала за сборную Швеции. Выступала на позиции нападающего, но с мая 2013 года играет на позиции левого защитника. В декабре 2014 года перешла в «Гётеборг».

## Карьера в сборной
На мировом первенстве 2019 года, который проходил в июне во Франции, Элин во втором матче сборной Швеции против Таиланда забила гол с пенальти на 90-й минуте, что в итоге принесло победу Швеции (5:1).

## Личная жизнь
Встречается с футболистом Филипом Стенстрёмом, защитником «Мальмё»: она рассказывает, что именно его игра вынудила её перейти на позицию защитницы.

## Достижения
- Чемпионка Швеции: 2010, 2011, 2013, 2014
- Обладательница Суперкубка Швеции: 2011, 2012
- Чемпионка Европы среди девушек до 19 лет: 2012
- Серебряный призёр летних Олимпийских игр: 2016